# Центральна Меса
Центра́льна Ме́са (ісп. Mesa Central) — гірська область у Мексиці на півдні Мексиканського нагір'я. На ній мешкає понад третини населення Мексики. Найважливіші міста — Мехіко, Гвадалахара, Сан-Луїс-Потосі.
Переважають висоти 2000—2500 м (найбільша близько 3000 м). У рельєфі переважають базальтові плато і вулканічні конуси. Уздовж південного краю підіймаються потужні вулкани, зокрема активні (Коліма, Попокатепетль, Парікутин, Орісаба та інші), утворюючи високий гірський ланцюг — Трансмексиканський вулканічний пояс. Клімат гірський тропічний. Середні місячні температури 10—17 °С. Опадів від 250 мм на північному заході і до 500—900 мм на рік на сході. Великих річок немає. Численні озера, що виникли при вулканічних виверженнях, спущені. Улоговини, вистелені озерними відкладами, багаті ґрунтовими водами, що використовуються для водопостачання. 
Ґрунти сіро-коричневі та коричневі. Рослинність — злакова саванна, на схилах гір збереглися сосново-ялицеві ліси, вище 2900 м — субальпійські луки. Рівнини оброблені (посіви зернових, плантації агав та інших тропічних культур).